# Ascidiidae
Famille
Les Ascidiidae sont une famille de tuniciers de la classe des ascidies, de l'ordre des Phlebobranchia.
Ce sont des ascidies solitaires (= non coloniales).

## Liste des genres
Selon World Register of Marine Species (20 octobre 2015) :
- genre Ascidia Linnaeus, 1767
- genre Ascidiella Roule, 1884
- genre Fimbrora Monniot & Monniot, 1991
- genre Phallusia Savigny, 1816
- genre Psammascidia Monniot, 1962

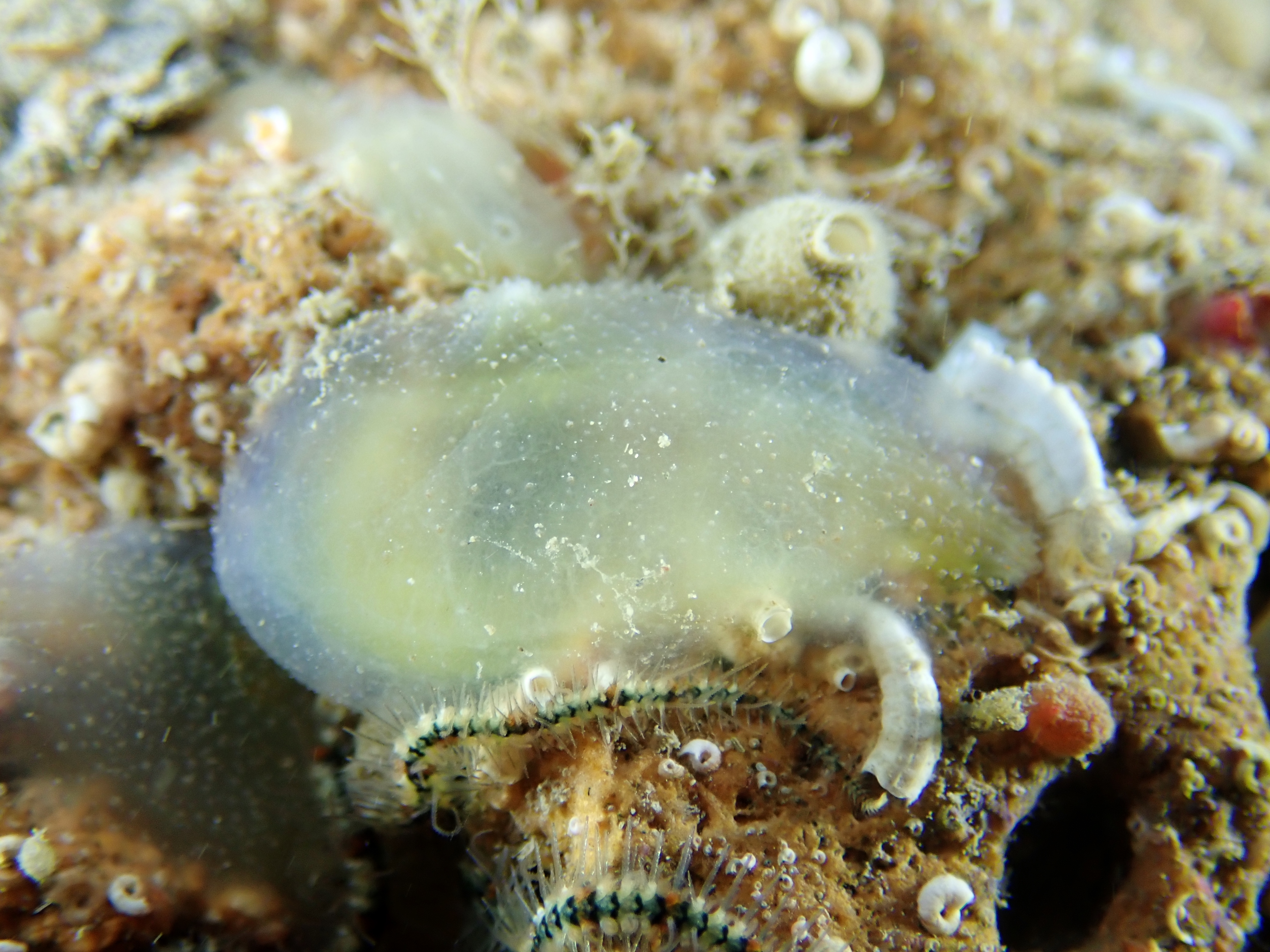
Ascidia conchilega
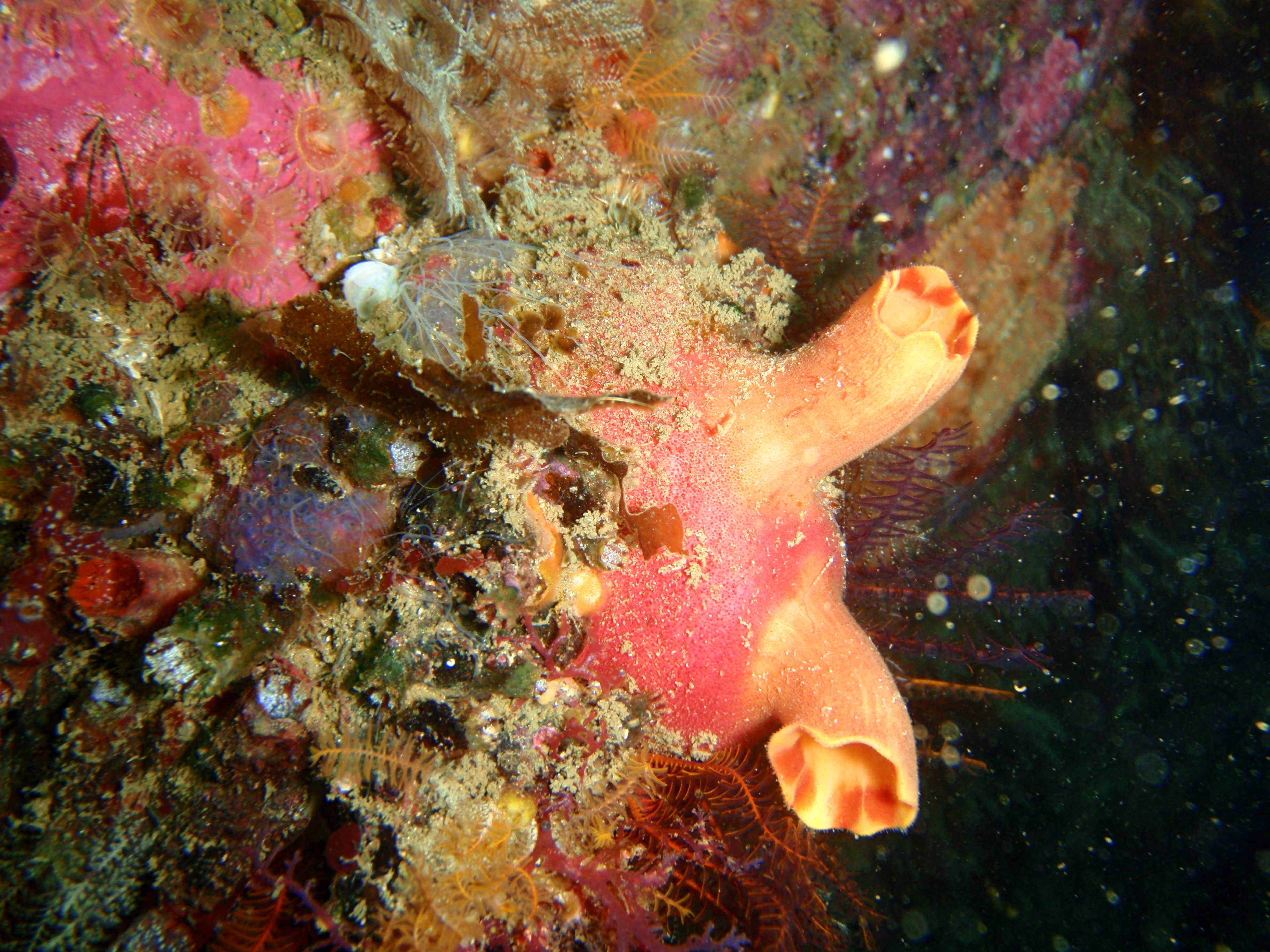
Ascidia incrassata
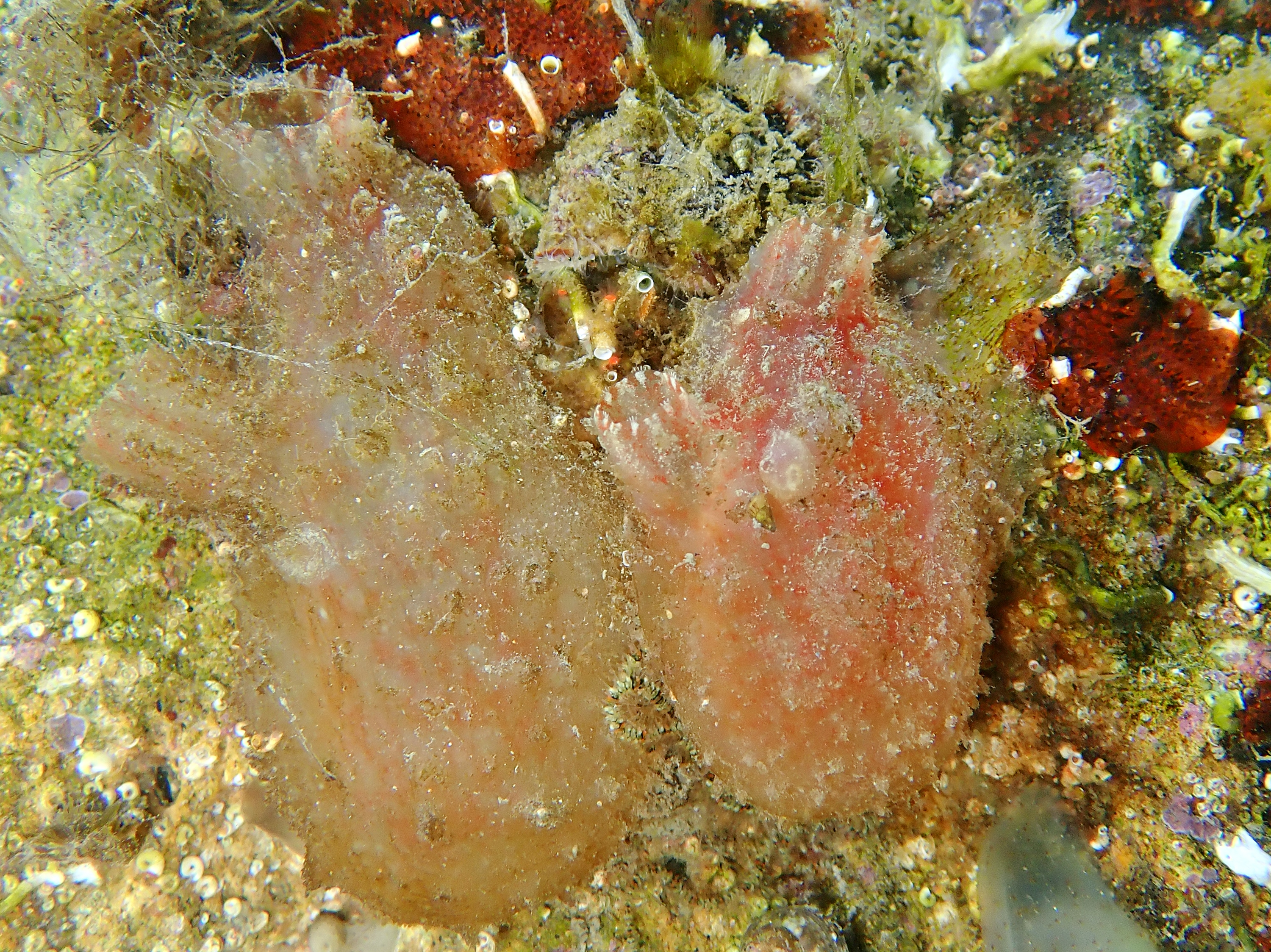
Ascidiella aspersa
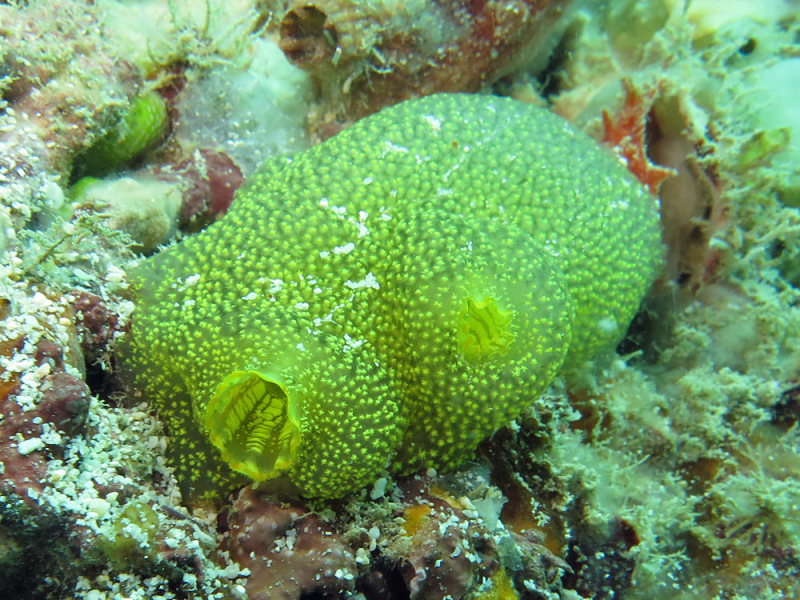
Phallusia julinea
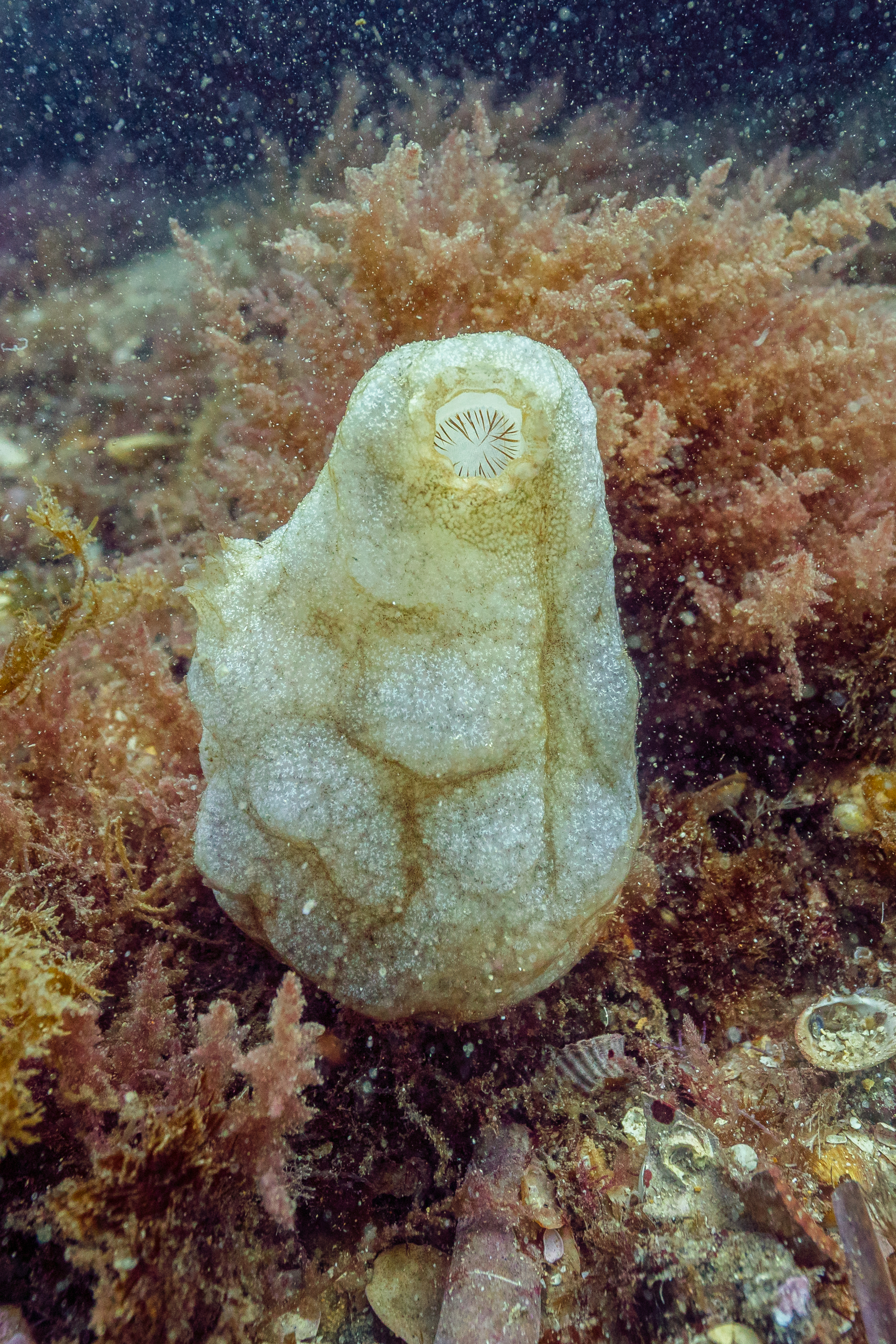
Phallusia mammillata